# Andresen
Andresen ist ein Familienname. Zu Herkunft und Bedeutung siehe Andrews.

## Namensträger
- Alberto Andresen (Alberto Henrique Andresen Junior; 1879–??), portugiesischer Sportschütze
- Allan Bo Andresen (* 1972), dänischer Radrennfahrer
- Andreas Andresen (1828–1871), deutscher Autor
- Andreas Peter Andresen (1771–1832), deutscher Kaufmann und Politiker, Bürgermeister von Flensburg
- Anne Catherine Ingeborg Andresen-Bödewadt (1878–1955), deutsche Schriftstellerin, siehe Ingeborg Andresen
- Are Andresen (* 1975), norwegischer Radsportler
- August H. Andresen (1890–1958), US-amerikanischer Politiker
- Bent Andresen (* 2003), deutscher Fußballspieler
- Björn Andrésen (* 1955), schwedischer Schauspieler und Sänger
- Bjørnar Andresen (1945–2004), norwegischer Jazzmusiker
- Brit Andresen (* 1945), norwegisch-australische Architektin und Hochschullehrerin
- Carl Andresen (Radsportler) (1874–??), dänischer Radsportler
- Carl Andresen (1909–1985), deutscher Theologe und Religionshistoriker
- Cecilio Andresen (* 2011), deutscher Schauspieler
- Charles Andresen (1902–1973), deutscher Politiker (SPD), Mitglied der Stadtverordnetenversammlung von Groß-Berlin
- Cyril Andresen (1929–1977), dänischer Segler
- Dieter Andresen (* 1935), deutscher Pastor und Schriftsteller
- Dirk Andresen (* 1956), deutscher Fußballspieler
- Egon Christian Andresen (1928–2010), deutscher Elektrotechniker
- Emmerich Andresen (1843–1902), deutscher Bildhauer und Porzellangestalter
- Felicitas Andresen (* 1939), deutsche Autorin
- Fjodor Fjodorowitsch Andresen (1806–1880), russischer Maler
- Frode Andresen (* 1973), norwegischer Langläufer und Biathlet
- Geertje Andresen (* 1962), deutsche Tanzwissenschaftlerin, Autorin, Lektorin und Ausstellungskuratorin
- Georg Andresen (1845–1929), deutscher Autor, Pädagoge und Altphilologe
- Georg Julius Andresen (1815–1882), deutscher Autor, Mediziner und Hydrotherapeut
- Günter Andreas Andresen (1934–2018), deutscher Unternehmer und Ökonom
- Hans Andresen (Schauspieler) (1863–1927), deutscher Schauspieler
- Hans Andresen (Radsportler) (1927–2014), dänischer Radrennfahrer
- Hans Magnus Andresen (1929–1976), norwegischer Skirennläufer
- Heinrich Andresen (1875–1958), Handelsvertreter und Schriftsteller
- Helga Andresen (* 1948), deutsche Sprachwissenschaftlerin und Sprachdidaktikerin
- Hugo Andresen (1844–1918), deutscher Romanist und Mediävist
- Ingeborg Andresen (1878–1955), deutsche Regionalschriftstellerin
- Ivar F. Andrésen (1896–1940), norwegischer Opernsänger (Bass)
- Jan Egil Andresen (* 1978), norwegischer Skilangläufer
- Jan Malte Andresen (* 1972), deutscher Moderator und Journalist
- Johan H. Andresen (1888–1953), norwegischer Politiker
- Johanna Andresen (* 1999), deutsche Handballspielerin
- Kaj Andresen (1907–1998), dänischer Politiker
- Karl Andresen (1813–1891), deutscher Germanist
- Knud Andresen (* 1965), deutscher Historiker
- Knut Andresen (* 1959), norwegischer Eishockeyspieler
- Mandy Andresen, australische Sängerin
- Marie Andresen (* 1994), deutsche Handballspielerin
- Martin Andresen (* 1977), norwegischer Fußballspieler und -trainer
- Matthias Andresen (1904–1992), deutscher Politiker (CDU)
- Momme Andresen (1857–1951), deutscher Chemiker
- Nigol Andresen (1899–1985), estnischer Literaturwissenschaftler, Übersetzer und Publizist
- Ørnulf Andresen (* 1944), norwegischer Radrennfahrer
- Pål Steffen Andresen (* 1982), norwegischer Fußballspieler
- Ragnar Bragvin Andresen (* 1988), norwegischer Skilangläufer
- Rasmus Andresen (* 1986), deutscher Politiker (Bündnis 90/Die Grünen)
- Rolf Andresen (1925–2008), deutscher Sportfunktionär
- Romanus Andresen (1874–1926), deutscher Bildhauer
- Ruben Alfredo Andresen Leitão (1920–1975), portugiesischer Historiker und Schriftsteller
- Sabine Andresen (* 1966), deutsche Pädagogin und Hochschullehrerin
- Sönke Andresen (* 1977), deutscher Autor
- Sophia de Mello Breyner Andresen (1919–2004), portugiesische Schriftstellerin
- Stine Andresen (1849–1927), deutsche Dichterin
- Svend Andresen (* 1950), dänischer Fußballspieler
- Theodor Andresen (1907–1945), deutscher Widerstandskämpfer
- Thomas Andresen (Politiker) (1897–1972), deutscher Politiker (CDU)
- Thomas Andresen (Autor) (1934–1989), deutscher Arzt und Kriminalschriftsteller
- Thorleif Andresen (1945–2022), norwegischer Radrennfahrer
- Tobias Lund Andresen (* 2002), dänischer Radrennfahrer
- Tomás de Melo Breyner Andresen (1922–1993), portugiesischer Diplomat
- Trine Andresen (* 1955), norwegische Turnerin
- Ulrike Andresen (1949–2006), deutsche Malerin und Grafikerin
- Viola Andresen (* 1970), deutsche Ernährungsmedizinerin und „Ernährungs-Doc“
- Werner Andresen (* 1932), dänischer Radrennfahrer
- Wilhelm Ludwig Andresen (1885–1983), deutscher Journalist und Politiker